# Ferecetoteri
El ferecetoteri (Ferecetotherium kelloggi) és una espècie extinta de mamífers marins de la família dels fisetèrids, l'única del gènere Ferecetoteri. Visqué durant l'Oligocè i se n'han trobat fòssils a l'Azerbaidjan. Aquesta espècie propera al catxalot fou descrita el 1970 i el seu nom específic és en honor de Remington Kellogg, un eminent especialista dels cetacis fòssils.